# Rhodiola cretinii
Rhodiola cretinii är en fetbladsväxtart. Rhodiola cretinii ingår i släktet rosenrötter, och familjen fetbladsväxter.

## Underarter
Arten delas in i följande underarter:
- R. c. cretinii
- R. c. sinoalpina